# Perdita algodones
Perdita algodones är en biart som beskrevs av Timberlake 1980. Perdita algodones ingår i släktet Perdita och familjen grävbin. Inga underarter finns listade i Catalogue of Life.